# Naturum
Naturum je švédský typ informačního a edukačního centra, tj. budovy, kde se návštěvníci mohou seznámit s živou a neživou přírodou a kulturní historií místní oblasti Švédska. Naturum je také od roku 1973 právně chráněno ochrannou známkou jejímž vlastníkem je Švédská agentura pro ochranu životního prostředí (Naturvårdsverket). První budovy Naturum byly otevřeny v roce 1973 na Gotlandu, Ölandu a Ombergu. K roku 2023 je ve Švédsku 32 registrovaných návštěvnických center, od Národního parku Abisko na severu až po Öresund na jihu. Modelem pro Natura byla přírodní a návštěvnická centra ve Velké Británii a Severní Americe.

## Další informace
Návštěva Natura by měla fungovat jako vstupní brána do přírody obecně a do určité přírodní oblasti zvláště. Naturum by mělo být zábavným a inspirativním místem k návštěvě místa a také bohatým zdrojem znalostí pro návštěvníka. Návštěva návštěvnického centra Naturum by však neměla nahradit návštěvu přírody.

## Galerie

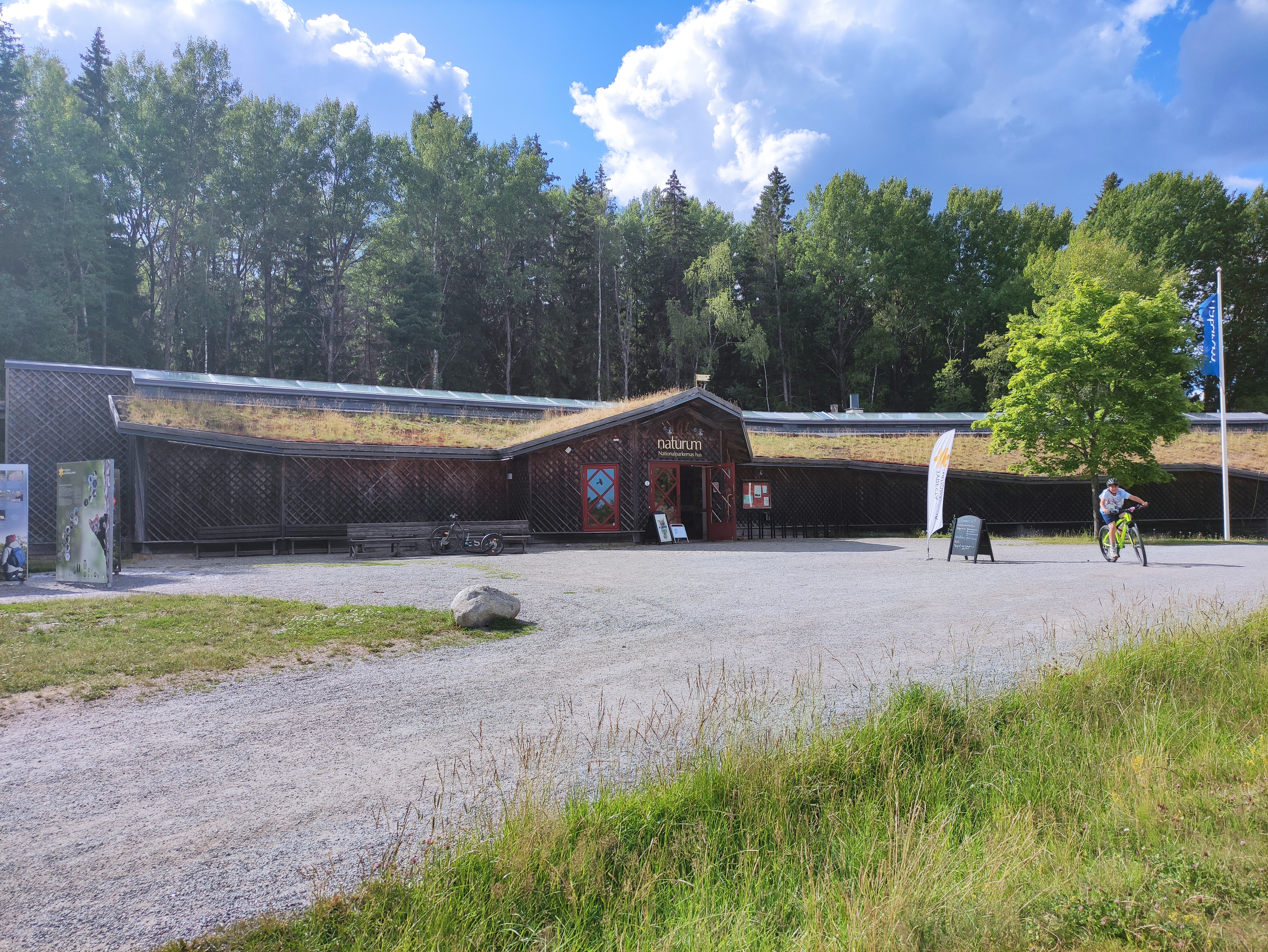
Naturum Nationalparkernas hus, Národní park Tyresta
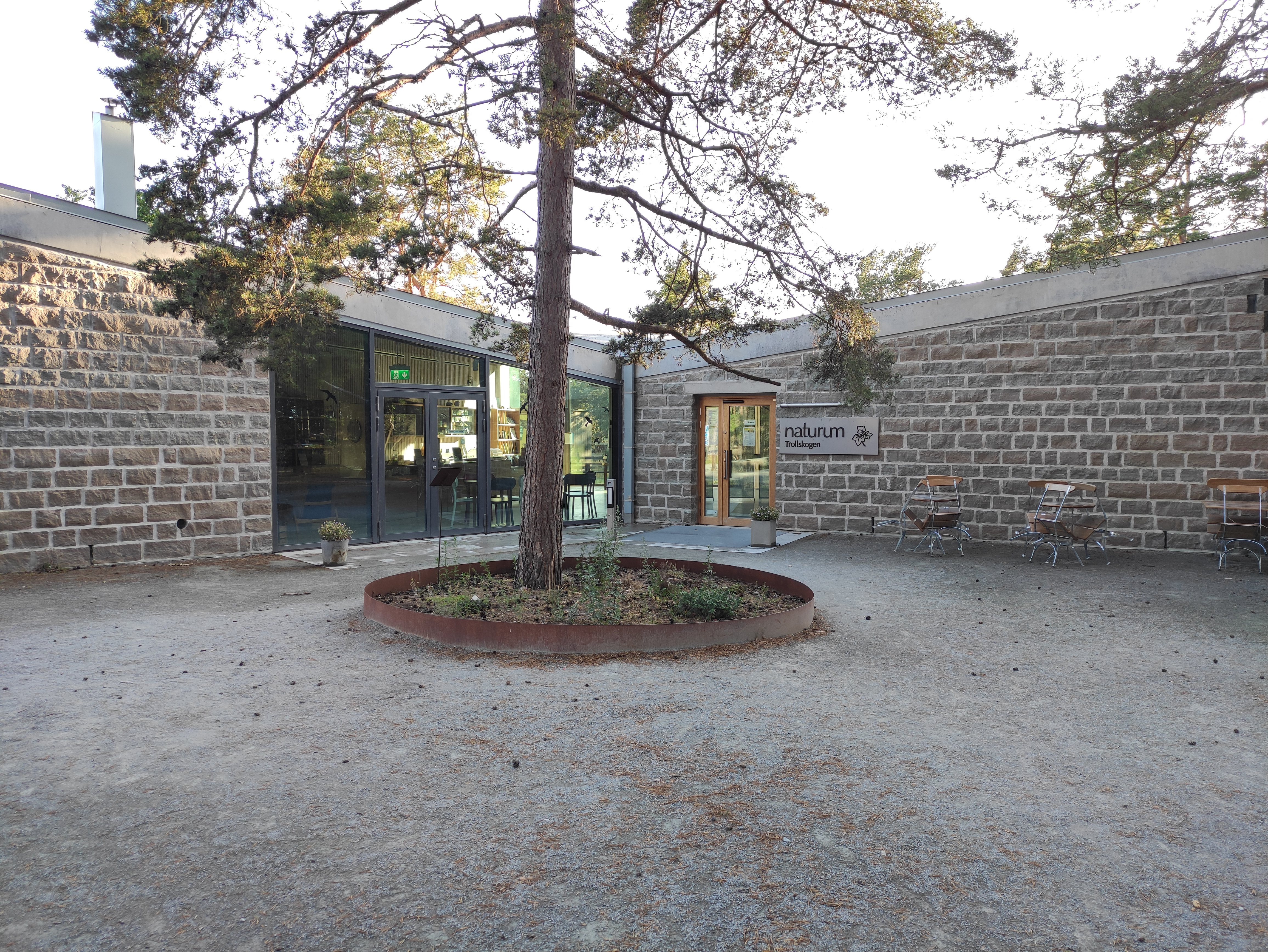
Naturum Trollskogen
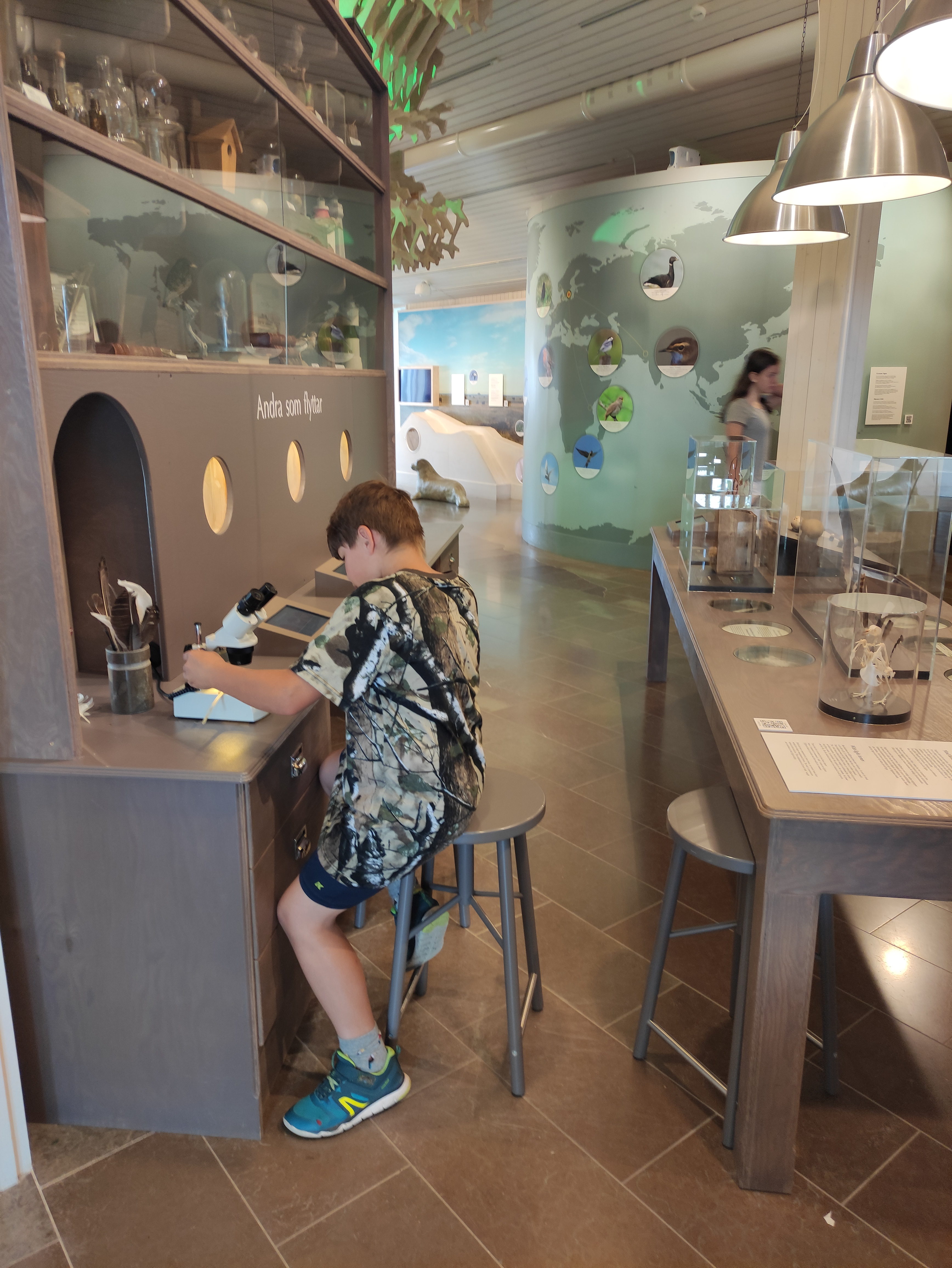
Naturum Ottenby